# Sugelli
Les sugelli(s) sont des sortes de pâtes, ne contenant que de la farine et de l'eau, originaires de la vallée de la Roya, dans des Alpes-Maritimes. Ils sont similaires aux crouis.
Cette recette, améliorée par la suite avec la pomme de terre est peut-être l'ancêtre de celle des gnocchis.

## En Europe

### En France
En France, cette pratique culinaire est inscrite à l'Inventaire du patrimoine culturel immatériel en France, depuis 2009, par le ministère de la culture.
Cette pâte alimentaire de fabrication domestique est préparée pour tous repas familiaux et festifs dans la vallée de la Roya.

#### Description
La pâte  est obtenue avec de la farine de blé, du sel, de l'eau et de l'huile, toutefois facultatif. Elle est ensuite pétrie à la main ou à la fourchette. Après avoir laissé reposer, la pâte est roulée à la main en petits rouleaux et découpés en petit dés. Chaque petit dé sera ensuite écrasé avec le pouce, tout en rajoutant un peu de farine à la surface, pour former des plis. Pour la cuisson, des navets, du chou et des pommes de terre sont ajoutés à l'eau de cuisson. Elles seront accompagnées de sauces à base de brous et d'ail, ou de tomate, et avec de la viande de lapin, notamment.

#### Patrimoine franco-italien
Pour les Tendasques, les sugellis sont leur « plat national ». Auparavant concoctés avec des matières premières bon marché, c'était un « plat de tous les jours » pour les bergers et la population locale. Aujourd'hui, c'est un réel « plat du dimanche », lors des repas en famille, ou lors de grandes fêtes. Ce plat est connu de toute la vallée de la Roya,.